# ElonJet
ElonJet es una cuenta de redes sociales que rastrea el uso de aviones privados de Elon Musk en tiempo real. La cuenta, creada por Jack Sweeney utilizando datos públicos, está alojada en Facebook, Instagram, Telegram, Truth Social y Mastodon, y anteriormente en Twitter, donde la cuenta tenía unos 530.000 seguidores. Varias de estas cuentas usan el identificador @elonjet.
La cuenta de Twitter, creada en junio de 2020, había sido blanco de críticas por Musk a partir de 2021. Ofreció pagarle a Sweeney $5000; Sweeney respondió solicitando $ 50 000 o una pasantía en una de las compañías de Musk y ofreció consejos sobre cómo restringir los datos de seguimiento de vuelos. Musk bloqueó a Sweeney en enero de 2021. A finales de 2022, después de que Musk comprara Twitter, anunció que no prohibiría la cuenta de ElonJet, a pesar de sus críticas hacia la misma. La cuenta fue restringida en diciembre y luego bloqueada, junto con la cuenta personal de Sweeney y otras cuentas de seguimiento de vuelos.

## Función
La cuenta de ElonJet utiliza datos de vuelos disponibles públicamente, así como un programa informático automatizado, un bot de Twitter, para informar sobre los vuelos de Elon Musk. La cuenta utiliza datos ADS-B, registros disponibles públicamente, para brindar detalles generales sobre dónde y cuándo despegó y aterrizó el avión privado de Musk, aunque no puede indicar quién está a bordo o dónde viajan los pasajeros antes o después del vuelo. La cuenta se convirtió en una forma confiable para que los inversionistas, seguidores y críticos de Musk determinen su paradero, a menudo entre el área de Austin donde vive, el área de la Bahía de San Francisco donde está la fábrica de Tesla, y el sur de California, donde tiene su sede SpaceX.
La cuenta de ElonJet está alojada en Facebook, Instagram, Telegram, Truth Social y Mastodon, y anteriormente en Twitter. La cuenta de Mastodon se creó el 14 de diciembre de 2022, un día después de que se bloqueara la cuenta de Twitter. Sweeney ha ganado algunos miles de dólares con las cuentas, a través de ingresos publicitarios, los que utiliza para actualizar su computadora.

## Historia
La cuenta de ElonJet fue iniciada en junio de 2020 por el estudiante de Florida Jack Sweeney. En ese momento, estaba en el último año de la escuela secundaria y su educación se suspendió durante el confinamiento por la pandemia de COVID-19. Sweeney se consideraba fanático del trabajo de Musk en SpaceX y Tesla, lo que lo llevó a iniciar la cuenta.
Elon Musk ha expresado tener problemas con la cuenta durante mucho tiempo y le ofreció a Jack Sweeney $ 5000 para eliminar la cuenta en 2021. Sweeney respondió pidiendo $ 50 000 y dijo que usaría el dinero para la universidad y posiblemente para comprar un Tesla Model 3. Su última conversación fue en enero de 2022, cuando Musk dijo que no se sentiría bien pagar para cerrar la cuenta. Sweeney preguntó sobre la posibilidad de una pasantía en una de las empresas de Musk y le ofreció consejos a Musk, incluso sobre un programa federal de privacidad para variar la identificación que emitía su transpondedor, bloqueando así los programas de seguimiento de vuelos. Musk comenzó a usar el programa, aunque Sweeney pudo seguir rastreando los vuelos de Musk. Musk bloqueó a Sweeney en algún momento después del 23 de enero.
Musk compró Twitter en octubre de 2022 y anunció a principios del mes siguiente que no prohibiría la cuenta de ElonJet, ya que es un defensor de la libertad de expresión, a pesar de considerarla un «riesgo directo para la seguridad personal». El 10 de diciembre, Sweeney compartió su descubrimiento de que la cuenta de Twitter había sido sujeto a un baneo en la sombra, donde Twitter limita intencionalmente el alcance de la cuenta dentro del sitio. El vicepresidente del Consejo de Confianza y Seguridad de Twitter solicitó colocar un «filtro de visibilidad pesado» en la cuenta. El consejo se disolvió el 12 de diciembre y ese día Sweeney informó que la cuenta ya no parecía estar oculta de ninguna manera.
En la mañana del 14 de diciembre, el sitio de redes sociales suspendió la cuenta de ElonJet. Más tarde ese día, se restableció brevemente y estuvo accesible, junto con las nuevas reglas publicadas por Twitter que describían las limitaciones para compartir información de ubicación en tiempo real debido a preocupaciones sobre la seguridad física, lo que indica que información ligeramente retrasada sería aceptable según la nueva política. Según el Washington Post, Sweeney luego le preguntó a Musk cuánto tiempo de demora en la alimentación de datos se requería para cumplir con las nuevas reglas, pero la cuenta de ElonJet se volvió a suspender en la noche del mismo día. La cuenta personal de Twitter de Sweeney también fue bloqueada, junto con todas sus otras cuentas que rastreaban vuelos privados de figuras públicas y oligarcas rusos. El 15 de diciembre, la cuenta de Twitter de la red social rival Mastodon también fue bloqueada por tuitear sobre la situación. Según The Verge, «parece que Twitter cuenta un enlace a la cuenta Mastodon de @ElonJet como una violación» de su política más reciente contra los enlaces a URL de terceros que brindan información de viajes en tiempo real. Las cuentas de varios periodistas que frecuentemente cubren la industria de la tecnología también fueron bloqueadas por informar sobre el tema.

### Amenazas legales
El 14 de diciembre de 2022, Musk anunció que Twitter emprendería acciones legales contra Sweeney. Esa misma noche, Musk alegó en un tuit que un «acosador loco» había seguido un automóvil en el que viajaba su hijo de dos años. Se afirma que el incidente ocurrió en Los Ángeles, en el que el individuo acusado «bloqueó el movimiento del automóvil» y «se subió al capó», según Musk. Dijo, sin proporcionar evidencia, que los datos de ubicación jugaron un papel en el incidente y que la persona que seguía el vehículo creía que Musk estaba dentro; Luego pidió a los usuarios de Twitter que ayudaran a identificar el automóvil y la persona que lo conducía, compartiendo un video con la información de la matrícula. Si bien Sweeney ha publicado información disponible públicamente sobre los aviones privados, los vuelos y los aeropuertos utilizados por Musk, Sweeney no ha compartido información sobre los miembros de la familia de Musk o los automóviles de Musk.
Vice News informó que los movimientos fueron parte de la «serie de eventos más confusos y públicamente volátiles hasta ahora» de Musk, considerando que era «perturbador» prohibir cuentas que prometió que permanecerían activas, creando reglas para justificar la prohibición y amenazando con emprender acciones legales contra un joven de 20 años.
Sweeney declaró que, a pesar de las amenazas legales, no planea dejar de monitorear los viajes en avión de Musk y continuará publicando la información de seguimiento de vuelos utilizando otras plataformas de redes sociales, incluso en su nueva cuenta de Mastodon. Un día después, el 15 de diciembre, Twitter suspendió las cuentas de ocho periodistas de organizaciones de noticias nacionales sin previo aviso, luego de que publicaran enlaces a la cuenta de ElonJet o rastreadores de aviones similares. Musk afirmó en un tuit que los reporteros habían publicado «básicamente coordenadas de asesinato» de él y su familia.